# Nikolái Semiónov
Nikolái Nikoláyevich Semiónov (en ruso: Никола́й Никола́евич Семёнов; Sarátov, 3 de abriljul./ 15 de abril de 1896greg. – Moscú, 25 de septiembre de 1986) fue un químico y profesor universitario ruso/soviético galardonado con el Premio Nobel de Química de 1956.

## Biografía
Estudió física, química y matemáticas en la Universidad de San Petersburgo y fue nombrado profesor de física del Instituto Politécnico de Leningrado después de haber participado en la guerra civil rusa, siendo Semiónov el introductor de la química física en su país.

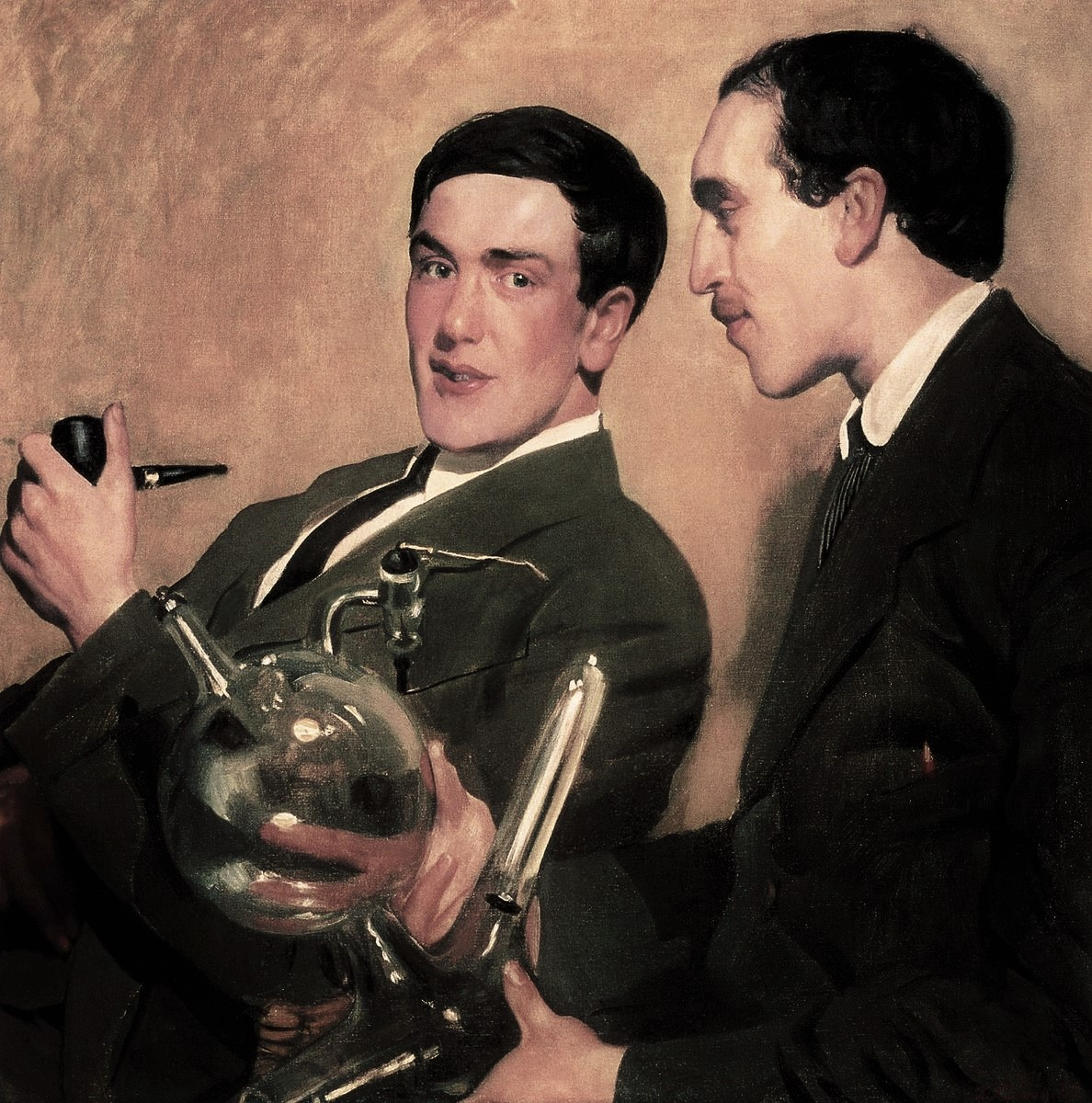
Semiónov (derecha) y Piotr Kapitsa, retrato de Borís Kustódiev, 1921

Dirigió el Instituto de Química Física de la Academia de Ciencias de Rusia desde 1931, y el Instituto de Química Física de la Universidad de Moscú desde 1944.

## Investigaciones científicas
Interesado inicialmente en el estudio de la física molecular y de los fenómenos electrónicos, junto a Piotr Kapitsa descubrió en 1922 un método para medir el campo magnético de un núcleo atómico, que posteriormente sería modificado y mejorado por Otto Stern y Walther Gerlach, y conocido como experimento de Stern-Gerlach.
En 1925 junto a Yákov Frénkel estudió la cinética de la condensación y adsorción de los vapores. En 1927 estudió la ionización de los gases así como la química del electrón, y en 1928 junto a Vladímir Fok creó la teoría de la descarga rota de dieléctricos.
Posteriormente se dedicó completamente a la cinética química, al desarrollo de la cual contribuyó notablemente. Su tarea fue especialmente intensa durante la Segunda Guerra Mundial, cuando los problemas de combustión y explosión adquirieron extraordinaria importancia. El gobierno soviético lo galardonó en 1941 con el Premio Stalin y en 1945 con la Orden de Lenin.
Posteriormente trabajó en el campo de las reacciones químicas en cadena, el conocimiento de la cual contribuyó de manera muy considerable, al igual que el químico inglés Cyril Norman Hinshelwood con quien mantuvo estrechas relaciones científicas y compartió el Premio Nobel de Química del año 1956.
Entre sus principales obras se encuentran "Reacciones en Cadena" (1934) y "Suma de Problemas de Química Cinética y Radioactividad" (1954)